# Birmingham Museum & Art Gallery

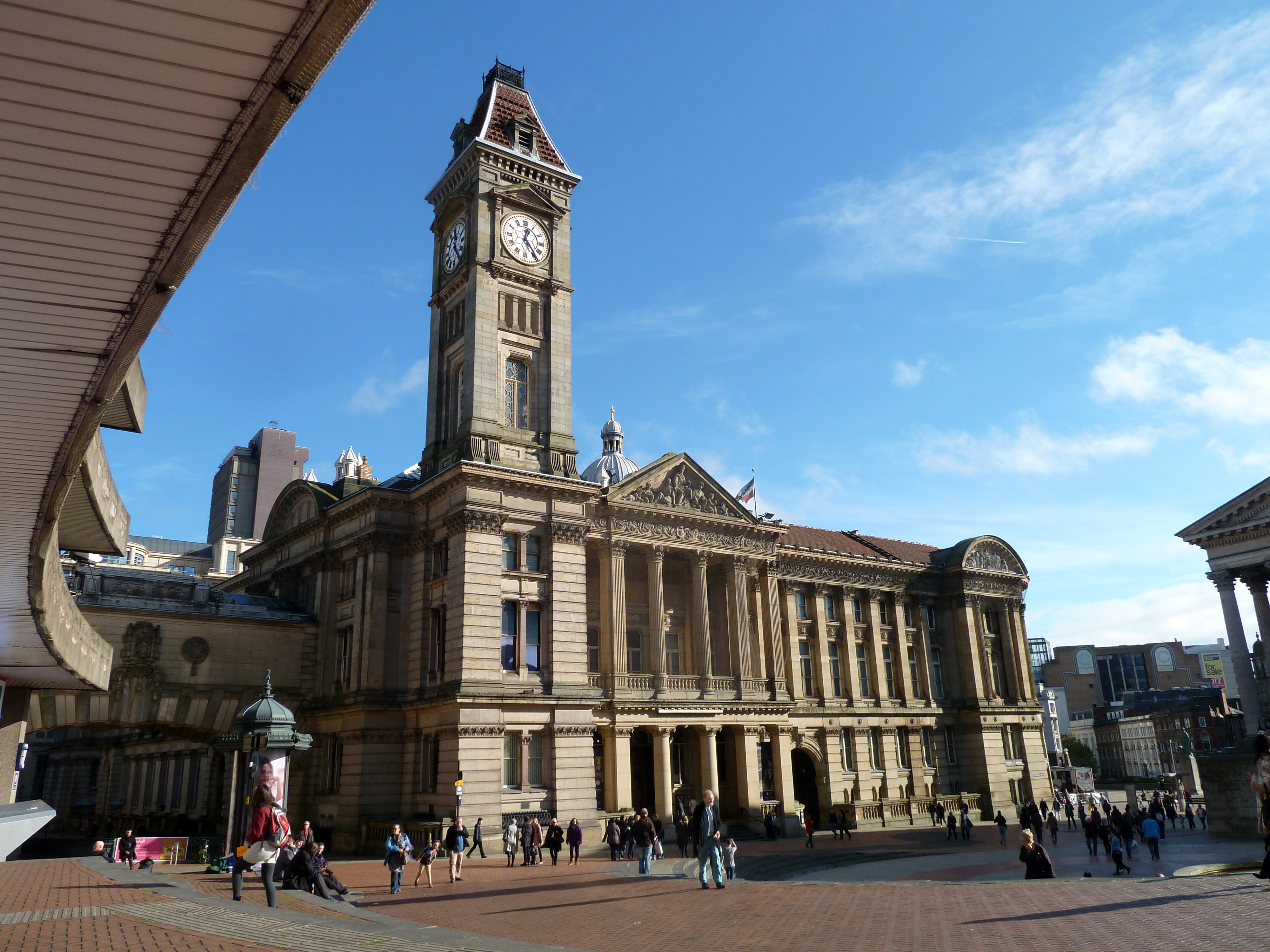

Het Birmingham Museum & Art Gallery of BM&AG is een museum in de Engelse stad Birmingham. Het museum heeft een omvangrijke collectie: kunst, keramiek, metaalwerk, juwelen, archeologie, etnografie, industriële geschiedenis. In 1864 werd het eerste openbare kunstmuseum geopend in Birmingham; de huidige Art Gallery werd geopend op 28 november 1885. Tussen 2022 en 2024 werd het museum gerestaureerd.